# Kościół św. Jerzego w Goleniowie
Kościół św. Jerzego w Goleniowie – siedziba rzymskokatolickiej parafii pod tym samym wezwaniem. Świątynia wybudowana w 80. XX wieku na bazie starszej, niemieckiej z początków XX wieku. 

## Historia

### Przed 1945
Pierwotna budowla powstała w latach 30. XX wieku jako świątynia katolicka dla wiernych z powiatu nowogardzkiego. W roku 1930 na terenie całego powiatu mieszkało ok. 400 osób wyznania katolickiego (z tego 110 w samym Goleniowie), lecz liczba ta systematycznie rosła. W 1939 roku wiernych było już trzykrotnie więcej. Tymczasem najbliższy kościół katolicki znajdował się w Borzysławcu.
Początkowo kościół planowano wybudować na działce w pobliżu dworca kolejowego. Zakup jednak trzykrotnie się nie powiódł, co ks. dr Paul Steinmann, komisarz biskupi ds. Pomorza, uzasadniał „antykatolickimi postawami w radzie miejskiej”. Ostatecznie w 1928 roku za pośrednictwem proboszcza z Borzysławca nabyto działkę przy dzisiejszej ulicy gen. Andersa (ówcześnie Gartenstadtallee). W budowę włączyło się stowarzyszenie Bonifacego, dzięki czemu udało się sprawnie zgromadzić materiały i wybudować kościół w niespełna pół roku. 27 lipca 1930 roku ks. dr Steinmann poświęcił kamień węgielny, a już 27 grudnia biskup Christian Schreiber konsekrował świątynię. Budowę nadzorował berliński architekt August Kaufhold. Ostatnim niemieckim duszpasterzem był ks. Georg Kubiak, który pracował w parafii od 15 stycznia 1937 roku. Znał język polski i odprawiał msze także dla pierwszych polskich mieszkańców.

### Po 1945
Powojennym duszpasterzem został ks. Franciszek Włodarczyk TChr (1911-2000). Dzień po przybyciu do miasta, 9 września o godzinie 9:00, odprawił w kościele pierwszą mszę. Tydzień później, w niedzielę 16 września, miała miejsce oficjalna, uroczysta liturgia, na którą zaproszono przedstawicieli władz lokalnych. Wobec napływu nowych mieszkańców wyznania katolickiego, niewielka poniemiecka świątynia przestała być wystarczająca. Już w 1946 roku postanowiono dobudować nawę boczną oraz chór. Parafianie pochodzący z Wilna ufundowali kopię obrazu Matki Bożej Ostrobramskiej. W 1949 roku do parafii przybyły siostry zakonne obrządku wschodniego ze Zgromadzenia Sióstr Służebnic Niepokalanej Maryi Panny.
W 1960 roku odbudowano zniszczony podczas wojny kościół pw. św. Katarzyny, a rok później przeniesiono tam siedzibę parafii. 4 marca 1974 roku biskup szczecińsko-kamieński Jerzy Stroba na nowo powołał do życia parafię pw. św. Jerzego. Proboszczem został ks. Bogdan Schmidt (ur. 1939), który administrował parafią aż do stycznia 2014 roku. To on zainicjował przebudowę kościoła. Prace rozpoczęto 21 lipca 1980 roku zgodnie z projektem architektonicznym Adama Marii Szymskiego. Uroczyste poświęcenie świątyni przez biskupa Jana Gałeckiego nastąpiło 21 grudnia 1987 roku.

## Wystrój
Współczesną bryłę świątyni charakteryzuje duże, przestronne wnętrze. Wyposażenie pierwszego, niemieckiego kościoła w większości się nie zachowało. Wyjątkiem są pojedyncze witraże autorstwa berlińskiego artysty Carla Buscha i pochodzące z XIX wieku dzwony inskrypcjami biblijnymi. Dziś w świątyni znajduje się kilka pozłacanych płaskorzeźb (Ostatnia Wieczerza, płaskorzeźba przedstawiająca św. Jerzego na smoku, sceny z życia patrona parafii). W ścianie ołtarzowej znajduje się duży witraż z „Trójcą Przenajświętszą” w otoczeniu świętych. Przed  kościołem stoją dwa pomniki: Papieża Jana Pawła II i Jezusa Miłosiernego. Obok kościoła znajduje się plebania, a przed nią okazała sosna żółta – pomnik przyrody.